# Johanna Halkoaho
Johanna Halkoaho (Suodenniemi, 13 de janeiro de 1977) é uma atleta finlandesa de salto em comprimento e de 100 metros com barreiras.

## Recordes pessoais
- salto em comprimento: 6.79 (Budapeste - 1998)
- 100 metros com barreiras: 13.15 (Turku - 2007)
- Heptatlo: 5656 (Sydney - 1996)